# Дикинсън (окръг, Канзас)
Вижте пояснителната страница за други значения на Дикинсън.
Окръг Дикинсън (на английски: Dickinson County) е окръг в щата Канзас, Съединени американски щати. Площта му е 2207 km², а населението - 19 322 души. Административен център е град Абилийн.